# К'єзануова (провінція Турин)
К'єзануова (італ. Chiesanuova, п'єм. Gesia Neuva) — муніципалітет в Італії, у регіоні П'ємонт,  метрополійне місто Турин.
К'єзануова розташовані на відстані близько 560 км на північний захід від Рима, 40 км на північ від Турина.
Населення — 198 осіб (2014).
Покровитель — Santa Maria Maddalena.

## Демографія
Населення за роками:

Станом на 1 січня 2023 року в муніципалітеті офіційно проживало 36 іноземців з 5 країн, серед них 9 громадян країн Євросоюзу.

## Сусідні муніципалітети
- Борджалло
- Куорньє
- Фрассінетто
- Понт-Канавезе